# 笠野咲藍
笠野 咲藍（かさの さくら、2002年12月3日 - ）は、日本の元モデル、元タレントである。武庫川女子大学卒業。FRESH CAMPUS CONTEST 2021 準グランプリ。
大学在学時にバラエティ番組『オールナイトフジコ』（フジテレビ系列）内での現役女子大学生によるユニット「フジコーズ」のメンバー（学生番号7番）として活動していた。

## 来歴
テニスを習っていた経験もあり、幼い頃から運動神経が良かったという。
中学・高校時代はバドミントン部に所属し、団体で高校1年生と2年生の時に兵庫県大会で2位、個人で高校2年生の時に近畿大会に出場した。
武庫川女子大学附属中学校・高等学校から武庫川女子大学へ内部進学する学部を決める際、最初は薬学部を志望していたが、コロナ禍で高校最後のインターハイが中止となり不完全燃焼さを感じたため、急遽進路を変更し健康スポーツ科学部に進学。
高校生の頃、大阪の街中を歩いてた際に芸能事務所からスカウトされ「自分、そういう可能性もあるのかな?」と思ったことから芸能活動に興味を持ち、大学入学と同時に以前から興味のあった芸能活動を始め、「FRESH CAMPUS CONTEST 2021」で準グランプリを獲得。
2023年4月15日（14日深夜）からフジテレビ系列で生放送されているバラエティ番組「オールナイトフジコ」で番組内での現役女子大生によるユニット「フジコーズ」として活動していた。
乃木坂46の公式ライバル「僕が見たかった青空」のオーディションを受け、3次審査まで進んだ。

## 人物
- 趣味はカフェ巡りとランニング
- 特技はバドミントンと短期ダイエット
- 憧れの人は森香澄と吉川愛
- 将来の夢は髪を切っただけでニュースになる女優になること
- 2023年6月6日発売の写真週刊誌「FLASH」にて「オールナイトフジコ」の番組内で選ばれた雨宮凜々子・今井陽菜・友恵温香・和智日菜子と共に初の水着グラビアを披露した[2]。
- 運動神経抜群と有名

## 出演

### テレビ
- 旅ランTV（2022年、広島ホームテレビ）
- オールナイトフジコ（2023年4月15日 - 2025年3月22日、フジテレビ） - フジコーズとして
- 2023 FNS歌謡祭 第2夜（2023年12月13日、フジテレビ） - フジコーズとして
- ハイティーン・バイブル（2024年5月13日 - 、ABEMA）[3]
- イマドキめくる!?（2024年9月27日、MBSテレビ）

### イベント
- 神戸コレクション2021
- CanCam40周年イベント「CanCam 40th Birthday Night」
- オダイバ!!超次元音楽祭フユフェス2024（2024年2月24日・25日、ぴあアリーナMM）
- マイナビTOKYO GIRLS COLLECTION 2024 SPRING/SUMMER（2024年3月2日、代々木第一体育館）[4]
- AGESTOCK2024（2024年3月3日、代々木第一体育館）
- 富士SUPER TEC 24時間レース（2024年5月25日、富士スピードウェイ）

### 雑誌
- CanCam 2021年2月号（小学館）
- non-no 2021年3月号

### YouTube
- 武庫川女子大学に潜入！偶然フレキャン出場者が！女子大あるあるは？【土佐兄弟の大学ドコイク】[5]

## その他の活動
- 渋谷「ura庭8528」2代目公式アンバサダー（2022年）
- 中部電力ミライタワー公式アンバサダー（2023年7月 - 2024年6月）[6]
- AVANCEブランドアンバサダー（2024年3月22日 - ）[7]